# Aquilegia chrysantha
Aquilegia chrysantha — вид квіткових рослин родини жовтецеві (Ranunculaceae). Багаторічна трав'яниста рослина родом з південного заходу Сполучених Штатів. Поширена від південної частини штату Юта до Техасу та на північному заході Мексики.